# Estanzuela (Uruguay)
Pour l’article homonyme, voir Estanzuela.
Estanzuela est une ville de l'Uruguay située dans le département de Colonia. Sa population est de 185 habitants.

## Géographie
Estanzuela est située à quelques kilomètres au nord-est de la capitale départementale et à quelques kilomètres à l'ouest de El Semillero. Au Sud-Ouest, se trouve l'Arroyo del General, un cours d'eau.

## Infrastructure
Il y a une ligne de chemin de fer dans le village.

## Station agricole "La Estanzuela"
Au début du XXe siècle, le 5 mars 1914, avec le soutien juridique de la loi 3914 de 1911, la station expérimentale "La Estanzuela" a été créée. Cet institut, sous la direction du scientifique allemand Alberto Boerger, a commencé à jouer un rôle important dans la recherche et la diffusion des pratiques modernes de gestion agricole dans le pays.

## Population
| Année | Population |
| ----- | ---------- |
| 1963  | -          |
| 1975  | 255        |
| 1985  | 207        |
| 1996  | 230        |
| 2004  | 185        |

Référence,: